# Draba mingrelica
Draba mingrelica är en korsblommig växtart som beskrevs av Boris Konstantinovich Schischkin och Aleksandr Alfonsovitj Grossgejm. Draba mingrelica ingår i släktet drabor, och familjen korsblommiga växter. Inga underarter finns listade i Catalogue of Life.